# 神格化
神格化（しんかくか、英語: apotheosis、アポテオーシス、アポテオシス、英: deification、divinization）とは、天体や自然、何らかの実在・個人・集団などの具体的な対象を神、もしくは神の域にあるなどとする扱い。
apotheosisの語源はギリシア語の ἀποθεόων、apotheoun）。日本語ではいずれの単語も「神格化」と訳されるが、キリスト教神学においてapotheosisは否定される事にもみられるように、語義に若干の差がある。英文において「キリストが人間性を神格化（deification）した」というような記述においてapotheosisは使われない。またtheosisは別の概念である（後述）。
アポテオーシスは芸術における1つのジャンルを指す用語でもあり、個人や集団や場所やモチーフやメロディを特に雄大または称揚した形で扱うことを指す。

## 古代
ヘレニズム期以前の君主崇拝として、古代エジプト（ファラオ）やメソポタミア（ナラム・シン）が例として挙げられる。エジプト新王国以降、全ての亡くなったファラオはオシリスとして神格化された。

## 古代ギリシャ
紀元前9世紀の幾何学様式時代以降、ギリシアの創世神話と結びついた太古の英雄をヘロオン（英雄神殿）で祀る儀礼が生まれた。
ギリシア世界で最初に自身を神とした支配者は、マケドニア王国のピリッポス2世である。マケドニアは反目することも多かったがアケメネス朝ペルシアと経済的にも軍事的にも結びつきが強く、アケメネス朝でも王は神格化されていた。6番目の妻との結婚に際して、ピリッポス2世の神格化された像がオリュンポスの神々の像が並ぶ中に設置された。このアイガイでの例が慣習化して、後のマケドニア王に受け継がれてヘレニズム世界で崇拝されるようになり、その伝統がユリウス・カエサルやローマ皇帝たちに受け継がれていった。ヘレニズム国家の支配者は生前から神格化される場合（アレクサンドロス3世など）や死後に神格化される場合（プトレマイオス朝など）があった。神格化に似たものとして、例えばホメーロスなど大昔の著名な芸術家を崇拝するという慣習もあった。
アーカイック期と古典期のギリシアでの英雄信仰は、紀元前6世紀ごろに主として一般市民に広まった。紀元前5世紀には一部の例外的家系を除いて、自分の祖先が誰であるかに関係なく英雄信仰が行われるようになった。例外とは、エレウシスの秘儀を司ったエウモルピダイ（エウモルポスの子孫）や、神託所を世襲した神職の家系などである。ギリシアの英雄信仰では、英雄がオリュンポスの一員になったとか神になったとはされていないため、後のローマ帝国での皇帝崇拝とは異なる。従って英雄の持つ力は限られている。そのため英雄信仰は本質的に冥界的であり、その儀礼はゼウスやアポローンの信仰儀礼よりもヘカテーやペルセポネーのそれに近い。例外としてヘーラクレースとアスクレーピオスが存在する。彼らは神としても英雄としても信仰されたため、夜間に冥界的儀礼を行い、翌日の日中に生贄を捧げるといったことが行われていた。

## 古代ローマ
古代ローマでの神格化は、亡くなった為政者を後継者が神聖だとし、元老院とローマの人民の同意のもとに行われるプロセスだった。単に前任者に敬意を示すだけでなく、現在の為政者が人気のあった前任者を神格化することで自身もその人気にあやかるという意味があった。上流階級は常に皇帝崇拝に参加したわけではなく、皇帝にふさわしくなかった人物の神格化を陰で嘲笑することもあった。
ローマ帝国での皇帝崇拝が最高潮に達したころ、皇帝の愛する人（後継者、皇后、ハドリアヌスの愛したアンティノウスなどの愛人）も神格化された。神格化された人物は、死後に Divus（女性なら Diva）を付けて呼ばれた。信仰の場として神殿や柱が建設されることもあった。

## 中国
人文主義的な道徳を説いた孔子の教えは、その後継者たちによって儒教としてまとまり、漢の武帝の時代には黄老思想に代わって国教の地位を占めた。孔子の教えが最高の価値が認められるとともに、孔子自身が崇拝の対象となった。無冠の王（素王）とされ、至先聖師などの追号を贈られた孔子は、混沌とした世界に秩序と平和をもたらす存在と考えられ、その言行は天啓をもたらすメッセージとなった。孔子廟に参詣し犠牲を捧げることは、清朝が倒れる1912年まで中国社会のあらゆる階層における公的な義務だった。
明代の叙事詩的小説『封神演義』には、神格化された伝説的人物が多数登場する。道教で神格化された人物は、関羽、李鉄拐、樊噲など多数存在する。宋代の武将岳飛は明代に神格化され、関羽と並んで信仰されている。
毛沢東は生前より強烈な個人崇拝の対象だったが、その死後も影響力を持ち神格化の域に達している。毛沢東グッズは魔除けや交通安全のお守りとして効力があると信じられている。

## キリスト教
「神格化」に関連する、英語における"apotheosis"、"theosis"、"deification"は、キリスト教ではそれぞれ別概念として扱われる。それぞれの語彙にどのような日本語訳を当てるかについては、時代・文献によって様々なやり方がある。
"apotheosis"（アポテオーシス）は神格化と訳される他、古い文献には「神化」と訳されているものもある。しかしながら近年は「神化」は"theosis"の訳語に用いられる事が多い。"apotheosis"は皇帝等を神々とする異教的慣習とされ、キリスト教においては否定される概念である。
他方、"theosis"（テオーシス・神成・神化）は正教会の神学や、西方教会の神秘主義において重要な概念である。
正教会の神学において、救世主イエス・キリストが藉身（受肉）した事により、神が人を創造した際に意図した完璧な人間像を神化したと説明される事があるが、こうした説明に際して用いられる語彙は"apotheosis"、"theosis"のいずれでもなく、"deification"である。

## 日本
- 天皇、現人神
- 御霊信仰、祟り神
- 日光東照宮
- 建勲神社
- 靖国神社
- 護国神社
- 神体

## 近代

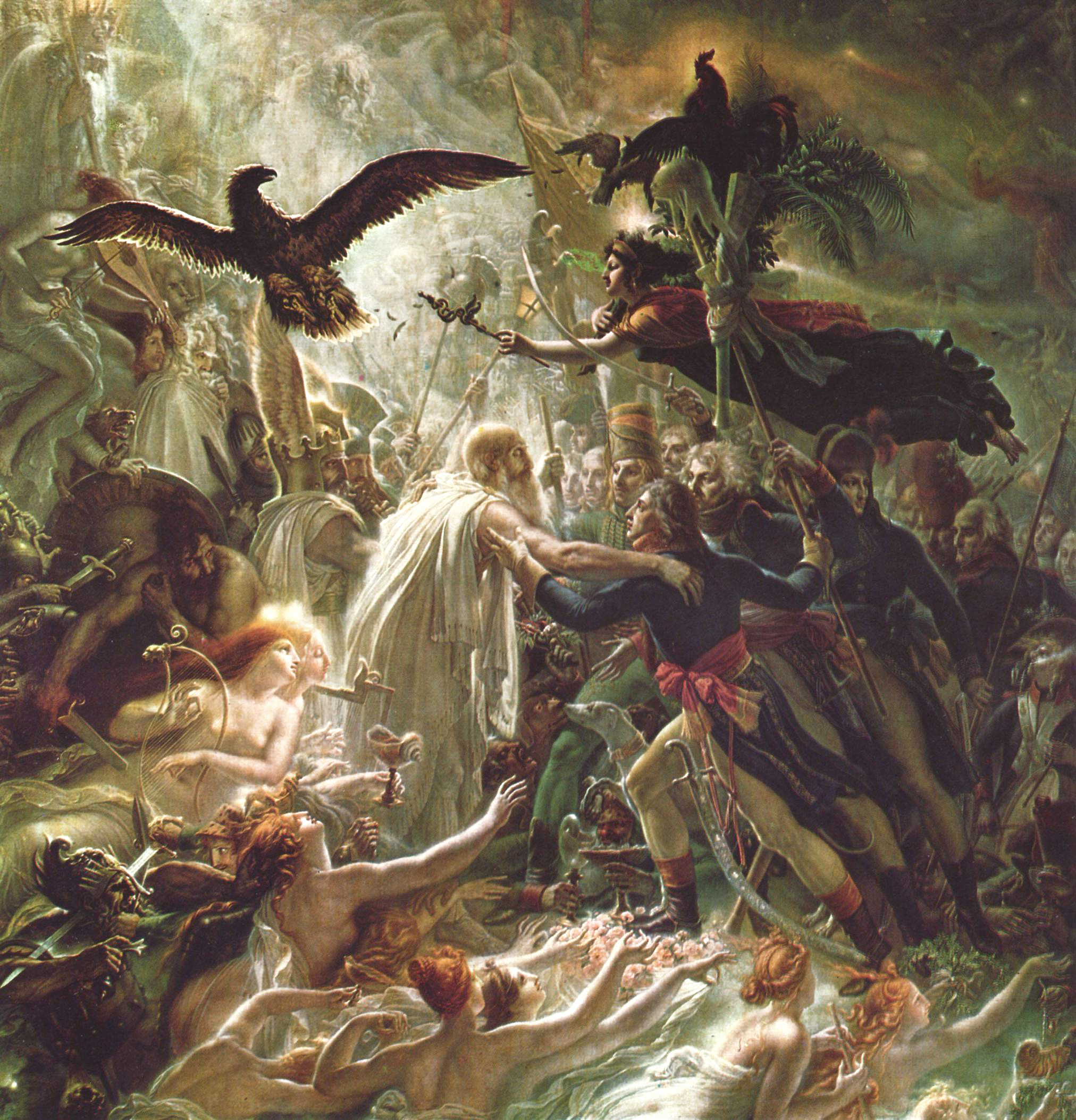
「ナポレオン戦争において戦死したフランス兵士の神格化」 アンヌ＝ルイ・ジロデ＝トリオソン画

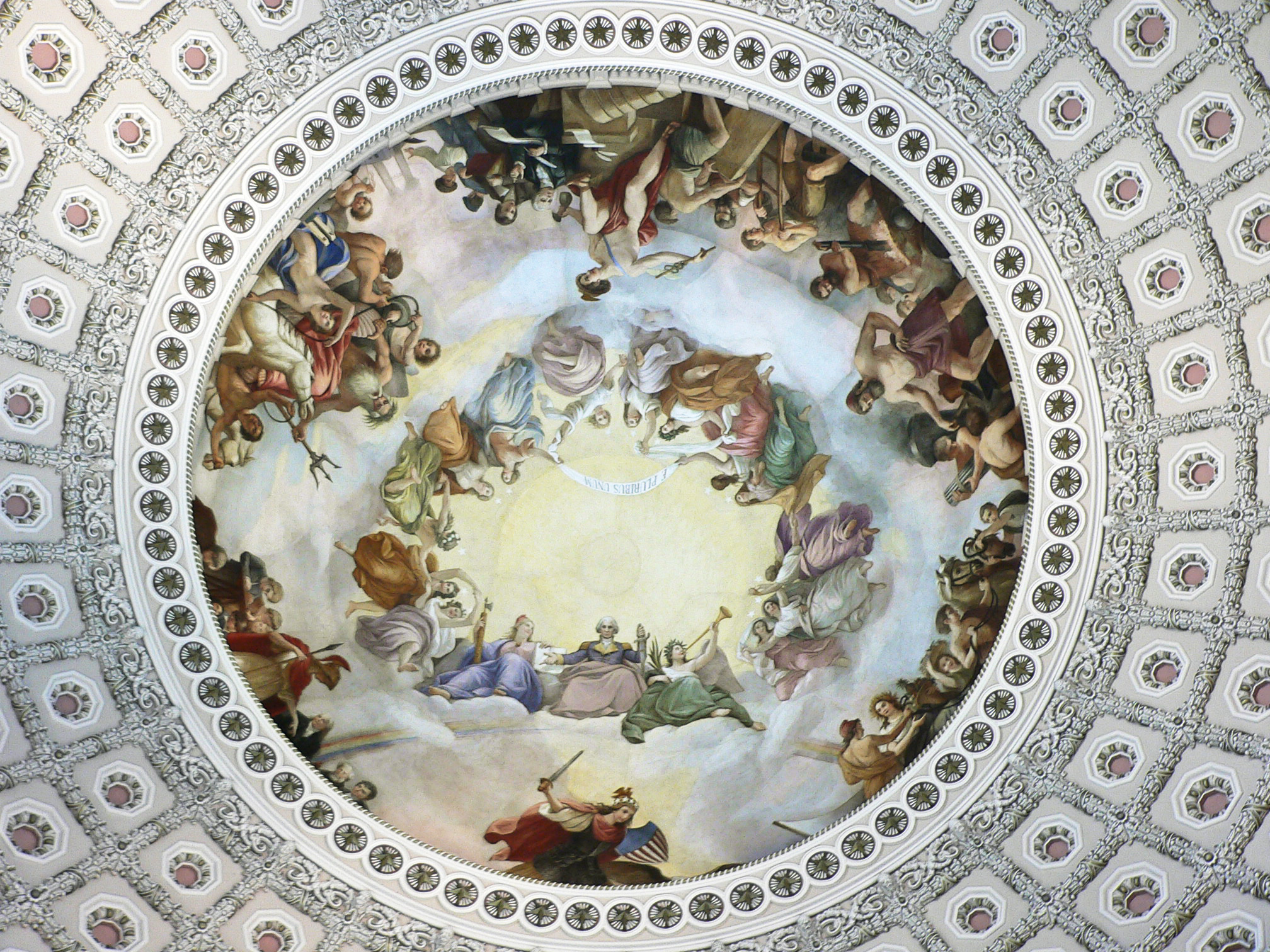
「ワシントンの神格化」

「ホメーロス礼賛 (The Apotheosis of Homer)」ドミニク・アングル画

近代の芸術家はこの概念を、故人への敬意を表すため（例えばアメリカ合衆国議会議事堂のドームに描かれたコンスタンティノ・ブルミディのフレスコ画「ワシントンの神格化」）、芸術的コメントとして（例えばダリやアングルの「ホメーロス礼賛 (The Apotheosis of Homer)」）、喜劇的効果を生み出すためなど、様々な動機で活用してきた。
近代の為政者の多くは神学的な「神格化」のつもりはなくとも、アポテオーシス的な肖像を利用してきた。例えば、ルーベンスがバンケティング・ハウスの天井画として描いたジェームズ1世の肖像（王権神授説を表している）、同じくルーベンスのアンリ4世の肖像、アンドレア・アッピアーニの描いたナポレオンのアポテオーシスなどがある。アポテオーシスという用語は、亡くなったリーダー（暗殺されたとか殉教したということが多い）を超人的に描くことを比喩的に表し、その人物の生涯に付きまとっていた全ての過ちや批判を帳消しにする効果がある。例えば、アメリカでのエイブラハム・リンカーンやイスラエルでのイツハク・ラビンなどが例として挙げられる。

## 文学
ジョゼフ・キャンベルの『千の顔を持つ英雄』では、monomyth から生まれた万能の英雄は神格化の段階を経なければならないと説く。キャンベルによれば、神格化とは敵を打ち破った英雄が経験する意識の拡張である。
アーサー・C・クラークの小説『幼年期の終り』では、オーバーロードが人類の子供たちに起きつつある現象を "apotheosis" と称した（ポストヒューマン参照）。
ダン・ブラウンの小説『ロスト・シンボル』では、"apotheosis" が物語の重要な鍵となっており、合衆国議会議事堂の天井画「ワシントンの神格化」も登場する。

## 音楽
音楽におけるアポテオーシスとは、主題を雄大かつ称揚した形で演奏する部分をいう。視覚芸術のアポテオーシスと通じる面もあり、特に歴史上の人物や劇的な人物をテーマとした作品に顕著である。
エクトル・ベルリオーズの『葬送と勝利の大交響曲』の第3部は「アポテオーズ (Apotheose)」と名付けられており、1840年にフランスの戦没者記念碑の前で初演された。カレル・フサは軍拡と地球環境悪化を憂い、1970年に『この地球を神と崇める (Apotheosis of This Earth)』を作曲した。アラム・ハチャトゥリアンのバレエ作品『スパルタクス』には "Sunrise and Apotheosis" と題した曲がある。リヒャルト・ワーグナーはベートーヴェンの『交響曲第7番』の各楽章におけるリズム動機の活用をさして「舞踏の神化 (apotheosis of the dance)」と評した。